# Neochodaeus
Neochodaeus es un género de coleóptero de la familia Ochodaeidae. Todas las especies se encuentran en Norteamérica.

## Especies
Las especies de este género son:
- Neochodaeus frontalis
- Neochodaeus praesidii
- Neochodaeus repandus
- Neochodaeus striatus